# Chinezen in Frankrijk

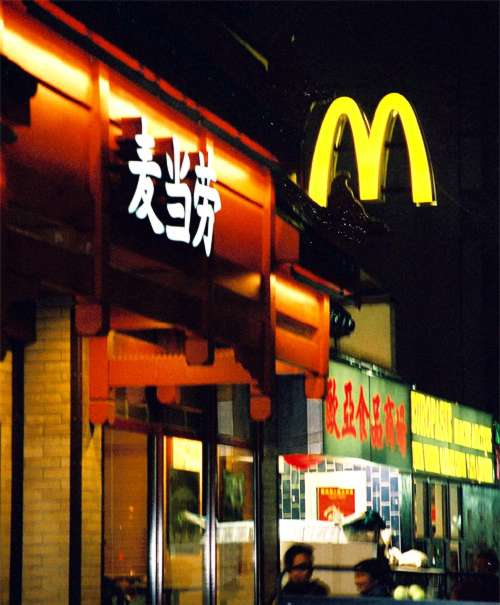
Chinees reclamebord in Parijs

De Chinezen in Frankrijk vormen in Europa de grootste groep van overzeese Chinezen. Hun aantal werd in 2010 geschat tussen de 600.000 en 700.000. De gebieden waar zij het meeste wonen zijn: Rhône-Alpes, Bouches-du-Rhône, Parijs: in het 13e arrondissement (Triangle de Choisy) en het 20e arrondissement (Belleville) en Marne-la-Vallée.
In 2011 waren er ongeveer 25.000 (uitwisselings)studenten in Frankrijk afkomstig van de Volksrepubliek China. Er is een groot aantal verenigingen in Frankrijk waarvan de leden uit China komen; één daarvan is de Temple de L'Amicale des Teochew en France.

## Geschiedenis
De eerste Chinese man die in Frankrijk terechtkwam, was Shen Fo-tsung in 1684. De eerste Chinezen die naar Frankrijk kwamen waren gechristenden, door jezuïeten in hun land bekeerd en ook door hen naar Frankrijk gebracht.
Tussen 1915 en 1916, tijdens de Eerste Wereldoorlog, vochten meer dan 100.000 Chinese soldaten mee. Van hen dienden 40.000 in het Franse leger. Zij werkten mee met het onklaar maken van mijnen en het halen van vracht van schepen. Er zijn dertig begraafplaatsen met Chinese slachtoffers. In Noyelles-sur-Mer bevindt zich de Chinese begraafplaats van Nolette, de plaats waar de meeste Chinezen werden begraven.
Tijdens en na de Vietnamoorlog vluchtten veel overzeese Chinezen uit Vietnam, uit Laos en uit Cambodja naar Frankrijk. Ook zijn een deel van de overzeese Chinezen vanuit oud-Franse kolonies naar het moederland getrokken. In het 13e arrondissement van Parijs, Parijs' Chinatown, wonen in Frankrijk de meeste mensen van Chinese afkomst.

## Bekende Chinese Fransen
- Yo-Yo Ma
- Gao Xingjian

1. ↑  (zh)  http://world.people.com.cn/BIG5/57507/16406442.html